# Kobylno
Kobylno (dodatkowa nazwa w j. niem. Kobyllno) – wieś w Polsce, położona w województwie opolskim, w powiecie opolskim, w gminie Łubniany. Miejscowość zajmuje 670 hm2 (w tym 209 hm2, ok. 31%, to lasy) i mieszka w niej 218 ludzi (stan na 2002 rok); jest położona ok. 20 km w kierunku północno-wschodnim od Opola. W latach 1975–1998 miejscowość położona była w województwie opolskim.
Przez Kobylno przepływa rzeka Jaźwinka. Od co najmniej 1826 r. był zlokalizowany przy niej młyn. Po I wojnie światowej znajdował się on w na tyle niskim stanie technicznym, że zdecydowano się wybudować nowy, który działał jeszcze krótko po II wojnie światowej.
Przed II wojną światową w Kobylnie znajdował się dwór, natomiast po wojnie w miejscowości funkcjonowało Państwowe Gospodarstwo Rolne (PGR), zlikwidowane w połowie lat 90. XX wieku. Ze względu na duże zasoby wody pitnej na terenie miejscowości, zlokalizowano w niej automatyczną stację wodociągową, dostarczającą wodę 65%-om mieszkańców gminy.
W 1904 r., z inicjatywy jełowskiego proboszcza Siegesmunda, wybudowano w Kobylnie szkołę; została ona zamknięta w 1991 r.

## Historia
Pierwszą wzmiankę o Kobylnie (wówczas Koblino) datuje się na ok. 1300 r.. Kolejna wzmianka pochodzi z ok. 1500 r., kiedy to książę opolski, Jan II Dobry, nabył tę miejscowość od Pawła Kobylynskyego. W 1527 r. sprzedał ją Mikołajowi Kositskyemu i jego spadkobiercom. W 1541 r. część Kobylna otrzymał w zastaw od braci Kositskych burgrabia opolski, Plazek Prechala. W 1687 r. miejscowość należała do właściciela Dombrowki. W 1729 r. Kobylno nabył Karol Fryderyk Blacha de Lub z Tuł; poprzednim właścicielem był Adam Henryk Skronski z Budzowa. Do 1816 r. miejscowość należała do powiatu oleskiego. W 1830 r. Kobylno miało 240 mieszkańców w 31 gospodarstwach i folwarku; dodatkowo w miejscowości znajdowały się młyn wodny i bielarnia. W 1861 r. miejscowość zamieszkiwało 334 ludzi w 30 gospodarstwach i folwarku; dodatkowo w miejscowości znajdował się budynek przemysłowy. W 1890 r. Kobylno (wraz z obwodem dworskim) miało 286 mieszkańców, z czego 251 (ok. 88%) posługiwało się językiem polskim. W 1900 r. ten sam stosunek wynosił ok. 86% (327 do 282). Wedle spisu z 1910 roku w miejscowości mieszkało 171 Polaków, natomiast w dworze 149 Polaków. W 1925 roku Kobylno miało 321 mieszkańców, z czego 130 (ok. 40%) zadeklarowało język polski jako ojczysty, 32 (ok. 10%) - język niemiecki a 159 (ok. 50%) - oba języki. W 1933 r. miejscowość miała 322 mieszkańców. 19 maja 1936 roku Kobylnu nadano niemiecką nazwę Lerchenfeld, a 1 kwietnia 1938 roku włączono je do miejscowości Grabie. W 1946 r. miejscowość miała 301 mieszkańców, w 1960 r. - 285 mieszkańców (w tym 130, ok. 46%, to mężczyźni) w 56 gospodarstwach, a w 1965 r. - 276 mieszkańców (w tym 133, ok. 48%, to mężczyźni). W 1994 roku Kobylno zamieszkiwało 273 ludzi w 53 gospodarstwach.

## Zabytki
Do wojewódzkiego rejestru zabytków wpisany jest:
- kościół pw. św. Mateusza Ewangelisty, będący filią rzymskokatolickiej parafii pw. św. Bartłomieja Apostoła w Jełowej. Kościół istnieje od co najmniej 1679 r., przy czym pierwotnie była to świątynia drewniana, natomiast obecny, murowany budynek został wybudowany w 1798 r. przez hrabinę von Gaschin[4][5]. W 2002 r. kościół został wyposażony w organy Johannus - Opus 20[11].

Inne obiekty:
- cmentarz obok kościoła.